# Huangdi Neijing
Huangdi Neijing  (chino simplificado : 黄帝内经 ; chino tradicional : 黃帝內經 ; pinyin : Huangdi Neijing), también conocido como el Canon Interior de Huangdi o Canon interno del Emperador Amarillo (2697-2597 a. C), es un antiguo texto médico chino que ha sido tratado como la fuente doctrinal fundamental para la medicina tradicional china desde hace más de dos milenios. El trabajo se compone de dos textos, cada uno de ochenta y un capítulos o tratados en un formato de preguntas y respuestas entre el mítico Huangdi (Emperador Amarillo o más correctamente Emperador) y seis de sus ministros igualmente legendarios.
El primer texto, el Suwen (素問), también conocido como Preguntas básicas, cubre el fundamento teórico de la medicina china y sus métodos de diagnóstico. El segundo y generalmente menos que se refiere al texto, el Lingshu (靈樞) (Spiritual Pívot), discute la terapia de la acupuntura con gran detalle. En conjunto, estos dos textos son conocidos como el Neijing o Huangdi Neijing. En la práctica, sin embargo, el título Neijing menudo se refiere sólo a la más influyente Suwen. Otros dos textos también llevan el prefijo Huangdi neijing en sus títulos: el Mingtang 明堂 ("Salón de la Luz") y el Taisu 太素 ("Gran base"), ambos de los cuales han sobrevivido sólo parcialmente. 

## Descripción
La primera mención de la Neijing Huangdi fue en el capítulo bibliográfico de la Hanshu 漢書 (o Libro de los Han , terminado en 111 CE), al lado de un Huangdi Waijing 黃帝外經 ("Canon del Emperador Amarillo") que ahora se ha perdido. Un erudito médico llamado Huangfu Mi 皇甫謐 (215-282 dC) fue el primero en afirmar que el Huangdi neijing en 18 juan 卷 (o volúmenes) que se enumeran en la bibliografía Hanshu correspondió con dos libros diferentes que circulaban en el mismo tiempo: el Suwen y el Zhenjing 鍼經 ("Punción Canon"), cada uno a 9 libros. Donde los estudiosos creen que Zhenjing fue uno de los títulos anteriores de Lingshu, coinciden en que el Neijing de  la dinastía Han se hizo de dos textos diferentes que están cerca en el contenido de las obras que hoy conocemos como la Suwen y la Lingshu. 
El Interior clásico del Emperador Amarillo ( Huangdi Neijing ,黃帝內經) es el antiguo texto más importante en la medicina china, así como un libro importante de la teoría taoísta y estilo de vida. El texto se estructura como un diálogo entre el emperador amarillo y uno de sus ministros o médicos, más comúnmente Qibo ( chino : 岐伯 ), y también Shaoyu ( chino : 少俞 ). Una posible razón para el uso de este dispositivo era por los autores (anónimos) para evitar la atribución y la culpa (ver páginas 8-14 en Unschuld para una exposición de este).
El Neijing se aparta de las viejas creencias chamánicas de que la enfermedad es causada por influencias demoníacas. En lugar de ello los efectos naturales de la dieta, el estilo de vida, las emociones, el medio ambiente, y la edad son la razón del desarrollo de las enfermedades. Según el Neijing, el universo está compuesto de varias fuerzas y principios, como el Yin y yang, el Qi y los cinco elementos (o fases). Estas fuerzas pueden ser comprendidaos a través de medios racionales y el hombre puede permanecer en equilibrio o volver al equilibrio y a la salud mediante la comprensión de las leyes de estas fuerzas naturales. El hombre es un microcosmos que refleja un macrocosmos mayor. Los principios del yin y el yang, los cinco elementos, los factores ambientales del viento, la humedad, calor y frío, etc., que forman parte del macrocosmos se aplican igualmente al microcosmos humano. 

## Fecha de la composición
La obra está fechada en general, por los estudiosos, de entre finales del periodo de los Reinos Combatientes (475-221 aC) y el período Han temprano (206 aC-220 dC).
Celestial Lancets (1980, por Joseph Needham y Lu Gwei-Djen) afirman que el consenso de la opinión académica es que el Suwen pertenece al siglo II a. C., y cita pruebas de que el Suwen es anterior a la primera de las historias naturales farmacéuticas, la 神農本草經 Shennong Bencao Jing ( Clásico de la Materia Médica del Divino Labrador ). Así sugieren que son paralelos con la literatura del tercero y cuarto siglo a. C. de que surja alguna duda en cuanto a si la Suwen podría ser mejor atribuida al siglo III a. C., lo que implica que ciertas porciones pueden ser de esa fecha. El papel dominante de las teorías del yin / yang y los cinco elementos juegan en la fisiología y la patología indica que estas teorías médicas no son más antiguas de alrededor de 320 a. C.
El historiador de la ciencia Nathan Sivin (Universidad de Pensilvania) es de la opinión (1998) que la Suwen y Lingshu probablemente datan del siglo I a. C.. Él también es de la opinión de que "no hay una traducción disponible confiable." 
El erudito alemán Unschuld establece varios eruditos del siglo XX son de la opinión de que el lenguaje y las ideas de la Neijing Suwen fueron compuestas entre 400 aC y 260 CE, y el trabajo que ha visto grandes cambios desde entonces.
Lü Fu (呂複), un crítico literario del siglo XIV, era de la opinión de que el Suwen fue compilado por varios autores durante un largo período. Sus contenidos fueron reunidos por los eruditos confucianos en la época de la dinastía Han.
Los estudiosos de los textos médicos excavadas Donald Harper, Vivienne Lo y Li Jianmin coinciden en que la teoría médica sistemática en el Neijing muestra una variación significativa de textos encontrados en la tumba de Mawangdui (que fue sellado en 186 antes de nuestra era). Debido a esto, ellos consideran el Neijing que se han compilado después de los textos de Mawangdui.

## Versión de Wang Bing
En 762 CE, Wang Bing terminó su revisión de la Suwen después de haber trabajado durante doce años. Wang Bing recoge las diferentes versiones y fragmentos de la Suwen y reorganizó en el formato actual ochenta y un capítulos (tratados). Tratados setenta y dos y setenta y tres se pierden y sólo los títulos son conocidos. Originalmente sus cambios fueron hechos en tinta roja, pero copistas posteriores incorporaron algunos de sus adiciones en el texto principal. Sin embargo, la versión de 1053, se explica a continuación, es restaurado casi todas sus anotaciones y ahora están escritos en caracteres pequeños al lado de los personajes más grandes que componen el principal o anotaciones al texto Suwen. (Ver Unschuld, páginas 40 y 44.)
Según Unschuld (páginas 39 y 62) la versión de Wang Bing del Suwen se basó en Quan Yuanqi (siglo VI) comentó la versión del Suwen que consiste en nueve juan (libros) y sesenta y nueve discursos. Wang Bing hizo correcciones, añadió dos discursos "perdidos", agregó siete discursos globales sobre las cinco fases y seis qi, insertados más de 5000 comentarios y reorganización el texto en veinticuatro juan (libros) y ochenta y un tratados. (Consulte las páginas Unschuld 24, 39 y 46.) 
En su prefacio a su versión de la Suwen, Wang Bing entra en con gran detalle en una lista de los cambios que hizo. (Ver Veith, Apéndice II y páginas Unschuld 41-43.)
No se sabe mucho acerca de la vida de Wang Bing, pero él fue autor de varios libros. Una nota en el prefacio a la izquierda por los editores posteriores del Chong Guang Bu Zhu Huangdi Neijing Suwen (versión compilada por 1.053 comité editorial) que se basaba en una entrada de Tang Ren Wu Zhi ( Registro de personalidades en Tang Dynasty) afirma que era un funcionario con el rango de tai pu ling y murió después de una larga vida de más de ochenta años. (Ver Unschuld, página 40. Véase también Veith, Apéndice I para una traducción de un resumen de la 四庫全書總目提要 Siku Quanshu Zongmu Tiyao tanto sobre el Huangdi Suwen y Wang Bing.) 

## Versión autorizada
La "versión autorizada" que se utiliza hoy en día, Chong Guang Bu Zhu Huangdi Neijing Suwen 重廣補註黃帝內經素問 ( Huangdi Neijing Suwen: De nuevo grandes correcciones [y] anotaciones ), es el producto de la Oficina Editorial Imperial del siglo XI (a partir de 1053 d. C.) y se basaba considerablemente en la versión de Wang Bing 762 d. C. (Vea las páginas 33-66 en Unschuld) Algunos de los principales estudiosos que trabajaron en esta versión de la Suwen eran 林億 Lin Yi, 孫奇 Sun Qi, 高保衡 Gao Baoheng y 孫兆 Sun Zhao.
Para las imágenes de la Chong Guang Bu Zhu Huangdi Neijing Suwen impresos en la dinastía Ming, (1368-1644 CE), consulte la sección de enlaces externos a continuación.

## Estudios recientes
Los estudiosos de la Medicina tradicional china Paul Unschuld, Hermann Tessenow y su equipo en el Instituto de Historia de la Medicina en la Universidad de Múnich han traducido el Neijing Suwen al inglés, incluyendo un análisis de las capas históricas y estructurales del Suwen. Este trabajo fue publicado por la Universidad de California Press en julio de 2011.
Una porción significativa de las anteriores traducciones Suwen (pero con sólo una fracción de las anotaciones) están actualmente disponibles en Huang Di Nei Jing Su Wen:. Naturaleza, Conocimiento, Imagery en un texto médico chino antiguo (Ver Unschuld en las referencias citadas a continuación.) 

## Traducciones al inglés
Traducciones sinológicas
- Handbooks for Daoist Practice, traducido por Louis Komjathy. 10 volúmenes de pamfletos, donde el volumen tres es el Yellow Thearch’s Basic Questions.  Solo los primeros dos discursos de los 81 están traducidos.

Traducciones estilo MTC
- The Medical Classic of the Yellow Emperor, traducido por Zhu Ming, Foreign Language Press, Beijing, China, 2001, 302 páginas.  ISBN 7-119-02664-X.  Una versión editada del Neijing con los tratados reordenados por tema. Un 20-25 por ciento del Neijing (tanto Suwen como Lingshu) están traducidos.  Incluye anotaciones y comentarios del traductor.
- Yellow Empero's [sic] Canon of Internal Medicine (reportado como la versión de Wang Bing, pero un examen rápido muestra que parece idéntico a la versión autorizada, pero sin los comentarios), traducido por Nelson Liansheng Wu y Andrew Qi Wu.  China Science & Technology Press, Beijing, China, 1999, 831 páginas.  ISBN 7-5046-2231-1. Traducción completa de Suwen y Lingshu.  Contiene el texto del Neijing en caracteres chinos simplificados, junto con variantes alternativas del texto de Neijing también en caracteres simplificados. Las variantes alternativas del Neijing no están traducidas, solo lo está la versión principal. Ninguno de los comentarios de Bing está traducido.

Traducciones de Historia Médica
- Huang Di nei jing su wen: Nature, Knowledge, Imagery in an Ancient Chinese Medical Text, Unschuld, Paul U., 2003. University of California Press, Berkeley y Los Angeles, California. ISBN 0-520-23322-0.  Análisis e historia del Suwen.  Incluye porciones importantes del Suwen traducidas al inglés.
- The Yellow Emperor's Classic of Internal Medicine, traducido por Ilza Veith. University of California Press, December, 2002, 288 páginas.  ISBN 0-520-22936-3.  Traducción de: (1) prefacio de 762 CE de Wang Bing, (2) el prefacio oficial imperial CE de c. 1053 , (3) un recuento histórico del Huangdi Suwen desde el capítulo 103 del 四庫全書總目提要 Siku Quanshu Zongmu Tiyao (Biblioteca completea de los cuatro tesoros: Catálogo general con abstractos) y (4) los primeros 34 capítulos (tratados) del Suwen.  Incluye un estudio introductorio extenso con ilustraciones. La first primera traducción inglesa del Suwen. (Originalmente protegida por derecho de autor en 1949.)

Sample Text from Suwen: Beginning of Treatise Seventeen

脈 要 精 微 論 篇 第 十 七
黃 帝 問 曰 ： 診 法 何 如 ？ 岐 伯 對 曰 ： 診 法 常 以 平 旦 ，陰 氣 未 動 ， 陽 氣 未 散 ， 飲 食 未 進 ， 經 脈 未 盛 ， 絡 脈 調 勻， 氣 血 未 亂 ， 故 乃 可 診 有 過 之 脈 。
切 脈 動 靜 而 視 精 明 ， 察 五 色 ， 觀 五 臟 有 餘 不 足 ，六 腑 強 弱 ， 形 之 盛 衰 ， 以 此 參 伍 ， 決 死 生 之 分 。